# Галина Максимовић
Галина Максимовић (Зрењанин, 20. септембар 1993) српска је феминистичка активисткиња,  драматуршкиња и књижевница.

## Биографија
Дипломирала је драматургију на Факултету драмских уметности.
Током 2018. године покренула је неформалну групу Филмски распуст у Зрењанину у оквиру које је суграђанке подучавала читању филма и писању филмских критика.
Поред позоришта, радила је као филмска критичарка, драматуршкиња/драмска ауторка на неколико представа и перформанса, преводитељка.
Од  2019. године ради у Реконструкција Женски фонд као програмска координаторка програма.
Једна је од оснивачица Кино клуба Зрењанин.
Године 2021. била је једна од финалисткиња конкурса Тргни се! Поезија! издавачке куће Трећи трг са рукописном збирком „Девојчице за револуције”.

### Активизам
Посвећена је феминистичком/левом активизму у различитим облицима.
Од октобра 2019. године ради као координаторка фонда где је задужена за рад са партнерским групама које фонд подржава. Води програме који су посвећени додели грантова и активно учествује у теренском раду, ширењу и развоју феминистичког покрета, заједничком раду са активисткињама и активистима и стварању (MEL)-а за рад колектива и фондова. На међународном нивоу активно сарађује са иницијативама сестринских фондова и мрежа савезника, као што су Prospera INFW, Foundations for Peace Network, #ShiftThePower покрет.

## Награде
- The best young critic, награду доделила AltCine Athens[4]
- За драму Трамвај звани самоћа са колегиницама добија Награду „Јосип Кулунџић” Факултета драмских умености.

## Дела
- Трамвај звани самоћа, коауторка, Театар Вук, 2017.[5]
- Трезнилиште (по драмским текстовима Николаја Кољаде; Театар „Вук“, режија Стеван Бодрожа), 2017.[6]
- ... И остали, коауторка, Театар Вук, 2018.[7]
- Ромео и Јулија, драматуршкиња ДАДОВ 2018.
- Страх од лептира, драматуршкиња, Театар Вук, 2019.[8]
- Паша и вукови, драматуршкиња, Eckermann, 2020.[9]
- Девојчице за револуције, 2020/2021.[10]
- Мања, коауторка, 2023.[11]